# Pasquali Film
Pasquali Film (raison sociale complète: Pasquali & C. s.a.s.) est une maison cinématographique italienne spécialisée dans la production et la distribution de films qui fut active durant la période du muet. 

## Historique
La Pasquali Film fut fondée en 1908 à Turin par le journaliste et critique de théâtre Ernesto Maria Pasquali, qui était déjà collaborateur chez Ambrosio Film, en association avec son ami pharmacien Giuseppe Tempo. Elle portait la raison sociale Pasquali & Tempo et fut renommée le 1er juillet 1910 Pasquali & C. s.a.s. ou en abrégé Pasquali Film.
Durant ses deux à trois premières années d’existence, l'entreprise produisit des courts-métrages, pour la plupart réalisés par Pasquali, et qui étaient des films à sujets de caractère historique. Dès 1909, la Pasquali Film tourna ses premiers succès comme come Ettore Fieramosca (qui fut réadapté en 1915), Cirano de Bergerac, Capitan Fracassa et Teodora imperatrice di Bisanzio.
À partir des années 1910, la production de la Pasquali s'orienta vers des sujets plus modernes. Elle lança la réalisation de films comiques, d'abord avec Émile Vardannes (rôle de Toto) puis dès 1912 avec Ferdinand Guillaume (rôle de Polidor). Entre 1911 et 1914, elle tourna les films de la série policière à succès Raffles réalisés et interprétés par Ubaldo Maria Del Colle. 
Avec l'éclatement de la première Guerre mondiale, la Pasquali connut pour la première fois une baisse de sa production. Néanmoins, elle se dota d’une scène à éclairage artificiel. Les modernisations entreprises ne permirent pas à l'entreprise d'affronter la concurrence croissante, notamment des États-Unis.
Avec le décès de son fondateur Ernesto Maria Pasquali en 1919, la maison fut intégrée au sein du consortium Unione Cinematografica Italiana (UCI) qui réunissait les principales entreprises cinématographiques italiennes.

## Principaux réalisateurs
- Renzo Chiosso
- Ubaldo Maria Del Colle
- Umberto Paradisi
- Ernesto Maria Pasquali